# کنفرانس مسکو (۱۹۴۱)
کنفرانس مسکو (انگلیسی: Moscow Conference) آخر ماه سپتامبر سال ۱۹۴۱ در مسکو برگزار گردید. در این کنفرانس که آورل هریمن از جانب ایالات متحده و لرد بیوِربروک از جانب بریتانیا در آن حضور یافته بودند، مقرر شد شوروی فوراً مورد حمایت قرار بگیرد. ۲۲ این توافق که روز یکم اکتبر سال ۱۹۴۱ به امضا رسید و با عنوان «پروتکل نخست» شناخته می‌شود، نخستین توافقنامه بین متفقین به حساب می‌آمد. بر اساس این توافق شوروی هر ماه ۴۰۰ هواگرد، ۵۰۰ تانک، ۱۰ هزار کامیون و طیف گسترده‌ای از سایر تدارکات دریافت می‌کرد.